# Championnat de France de billard carambole artistique
Le championnat de France billard carambole  à l'artistique est organisé chaque saison par la Fédération française de billard.

## Règles

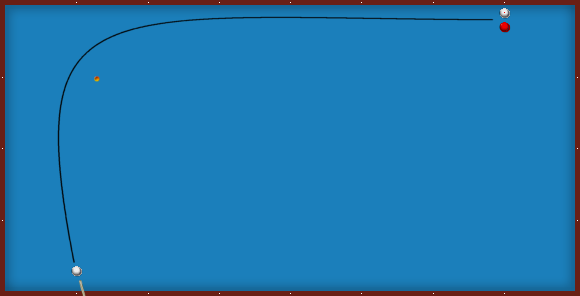
Une figure de billard artistique

Ce jeu comporte 100 figures dont les trajets sont imposés. Il se déroule suivant un programme fixé par les instances européennes du billard. Ces figures sont exécutées par groupes et dans un ordre déterminé. Trois tentatives sont autorisées pour leur réalisation.

## Palmarès

### Année par année

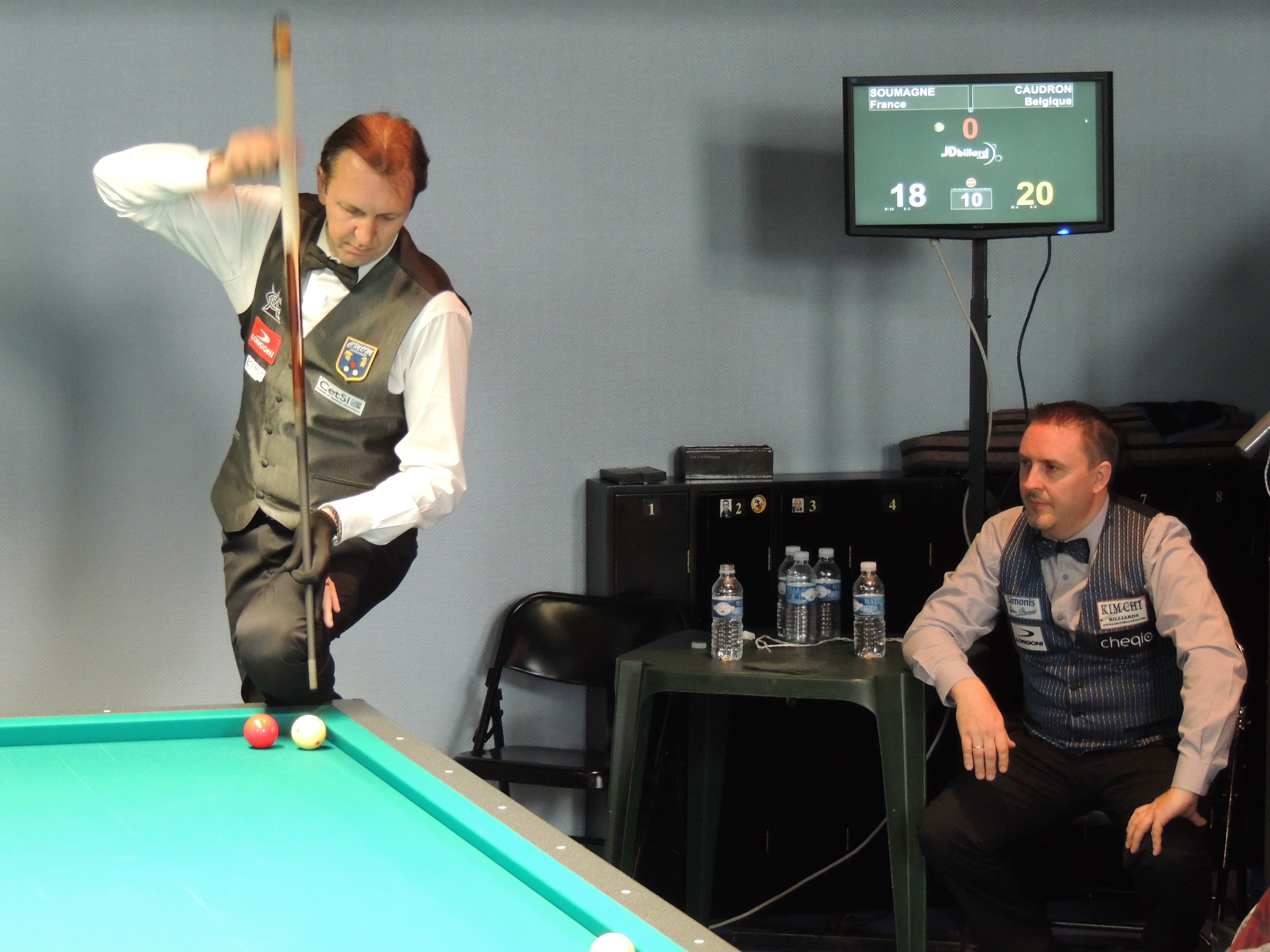
Jean Reverchon, recordman de France du nombre de victoires et triple champion du Monde lors d'un démonstration avec le belge Frédéric Caudron.

Liste des champions de France de la FFB à l'artistique,,.
| Année       | Ville hôte                 | Vainqueur             | Performance        |
| ----------- | -------------------------- | --------------------- | ------------------ |
| 1934        | Paris                      | Jean Albert (1)       | -                  |
| 1935        | Paris                      | Richard Kron (1)      | -                  |
| 1936        | Paris                      | Richard Kron (2)      | -                  |
| 1937        | Paris                      | Richard Kron (3)      | -                  |
| 1938        | Marseille                  | Richard Kron (4)      | * 196              |
| 1939        | Marseille                  | Richard Kron (5)      | * 160              |
| 1940 à 1945 | Pas de championnat         | Pas de championnat    | Pas de championnat |
| 1946        | Paris                      | Roger De Becker (1)   | ** 221             |
| 1947        | Paris                      | Roger De Becker (2)   | ** 223             |
| 1948        | -                          | -                     | -                  |
| 1949        | -                          | -                     | -                  |
| 1950        | -                          | -                     | -                  |
| 1951        | -                          | -                     | -                  |
| 1952        | -                          | -                     | -                  |
| 1953        | -                          | -                     | -                  |
| 1954        | -                          | -                     | -                  |
| 1955        | -                          | -                     | -                  |
| 1956        | -                          | -                     | -                  |
| 1957        | -                          | -                     | -                  |
| 1958        | -                          | -                     | -                  |
| 1959        | Paris                      | Roger De Becker (3)   | ** 189             |
| 1960        | Paris                      | Lachmann (1)          | ** 207             |
| 1961        | Paris                      | Lachmann (2)          | ** 166             |
| 1962        | Paris                      | Jublot (1)            | ** 201             |
| 1963        | Paris                      | Jublot (2)            | ** 163             |
| 1964        | -                          | -                     | -                  |
| 1965        | -                          | -                     | -                  |
| 1966        | Paris                      | Roger De Becker (4)   | ** 150             |
| 1967        | -                          | -                     | -                  |
| 1968        | -                          | -                     | -                  |
| 1969        | -                          | -                     | -                  |
| 1970        | -                          | -                     | -                  |
| 1971        | Lyon                       | Jublot (3)            | ** 136             |
| 1972        | -                          | -                     | -                  |
| 1973        | -                          | -                     | -                  |
| 1974        | -                          | -                     | -                  |
| 1975        | Paris                      | Jublot (4)            | ** 144             |
| 1976        | Le Havre                   | Gérard Mouradian (1)  | ** 152             |
| 1977        | Crosne                     | Jean-Luc Chiche (1)   | ** 156             |
| 1978        | Paris                      | Jean-Luc Chiche (2)   | ** 231             |
| 1979        | Lyon                       | Gérard Mouradian (2)  | ** 226             |
| 1980        | Ablon                      | Gérard Mouradian (3)  | ** 241             |
| 1981        | Dammarie-les-Lys           | Endymion Mascolo (1)  | ** 221             |
| 1982        | Corbeil-Essonnes           | Jean-Luc Chiche (3)   | ** 323             |
| 1983        | Lyon                       | Yannick Despierre (1) | ** 276             |
| 1984        | Argenteuil                 | Francis Connesson (1) | ** 245             |
| 1985        | Saint-Étienne              | Francis Connesson (2) | ** 312             |
| 1986        | Grauves                    | Francis Connesson (3) | ** 297             |
| 1987        | Saint-Maur-des-Fossés      | Jean Reverchon (1)    | ** 325             |
| 1988        | Auxerre                    | Claude Pacetti (1)    | ** 287             |
| 1989        | Rezé                       | Jean Reverchon (2)    | ** 274             |
| 1990        | Lyon                       | Michel Parra (1)      | ** 305             |
| 1991        | Bois-Colombes              | Jean Reverchon (3)    | ** 404             |
| 1992        | Rochefort                  | Madou Toure (1)       | ** 371             |
| 1993        | Sotteville-lès-Rouen       | Michel Parral (2)     | ** 378             |
| 1994        | Saint-Brieuc               | Madou Toure (2)       | ** 387             |
| 1995        | Lyon                       | Jean Reverchon (4)    | ** 361             |
| 1996        | Moulins (Allier)           | Frédéric André (1)    | ** 335             |
| 1997        | Troyes                     | Madou Toure (3)       | ** 406             |
| 1998        | Eckbolsheim                | Jean Reverchon (5)    | ** 401             |
| 1999        | Saint-Dizier               | Madou Toure (4)       | ** 333             |
| 2000        | Carvin                     | Jean Reverchon (6)    | ** 342             |
| 2001        | Le Grau-du-Roi             | Jean Reverchon (7)    | ** 352             |
| 2002        | Saint-Maur-des-Fossés      | Madou Toure (5)       | ** 375             |
| 2003        | Autun                      | Jean Reverchon (8)    | ** 386             |
| 2004        | Gréoux-les-Bains           | Jean Reverchon (9)    | sets               |
| 2005        | Rezé                       | Madou Toure (6)       | *** 1085           |
| 2006        | Troyes                     | Jean Reverchon (10)   | *** 964            |
| 2007        | Schiltigheim               | Jean Reverchon (11)   | 72,11%             |
| 2008        | Saint-Dizier               | Jean Reverchon (12)   | 69,60%             |
| 2009        | Florange                   | Michel Parra (3)      | 65,23%             |
| 2010        | Castres                    | Jean Reverchon (13)   | 77,40%             |
| 2011        | Schiltigheim               | Jean Reverchon (14)   | 81,14%             |
| 2012        | Ozoir-la-Ferrière          | Kevin Tran (1)        | 69,24%             |
| 2013        | Saint-Maur-des-Fossés      | Kevin Tran (2)        | 71,23%             |
| 2014        | Ronchin & Faches-Thumesnil | Jean Reverchon (15)   | 76,67%             |
| 2015        | Évian-les-Bains            | Hector Cuadrado (1)   | 66,44%             |
| 2016        | Saint-Maur-des-Fossés      | Michaël Hammen (1)    | 76,87%             |
| 2017        | Ronchin                    | Kevin Tran (3)        |                    |
| 2018        | Mâcon                      | Michaël Hammen (2)    |                    |

## Records

### Record de performance
| Joueur         | Année | Perf.  |
| -------------- | ----- | ------ |
| Jean Reverchon | 2011  | 81,14% |

### Record de victoire
| Joueur            | Nombre de victoires |
| ----------------- | ------------------- |
| Jean Reverchon    | 15                  |
| Madou Touré       | 6                   |
| Richard Kron      | 5                   |
| Roger De Becker   | 4                   |
| Jublot            | 4                   |
| Francis Connesson | 3                   |
| Gérard Mouradian  | 3                   |
| Michel Parra      | 3                   |
| Jean-Luc Chiche   | 3                   |
| Kévin Tran        | 3                   |
| Lachmann          | 2                   |
| Michaël Hammen    | 2                   |
| Frédéric André    | 1                   |
| Claude Pacetti    | 1                   |
| Hector Cuadrado   | 1                   |
| Yannick Despierre | 1                   |
| Endymion Mascolo  | 1                   |
| Jean Albert       | 1                   |